# Арєшкін Петро Іванович
Петро Іванович Арєшкін (1 січня 1911, Дмитрієвка — д/н) — український радянський архітектор.

## Біографія
Народився 1 січня 1911 року в селі Дмитрієвці (тепер Рязанська область, Росія). 1941 року закінчив Московський архітектурний інститут. Працював в Харкові.

## Архітектурні споруди
- Залізничні вокзали в Кременчуку (1945) та Ромодані (1946);
- В Харкові:
  - Житловий комплекс з магазинами (квартал) на майдані Конституції № 2, 4 («Будинок зі шпилем», 1954—1967)[1];
  - Будівля Медичного інститута по проспекту Науки № 4 (1952, переробка проєкту Віктора Естровича 1937 року, у співавторстві з Г. Д. Орєховою)[2];
  - Комплекс будівель Фізико-технічного інституту низьких температур імені Бориса Вєркіна НАН України по проспекту Науки № 47 (1961—1964, у співавторстві з Вадимом Васильєвим та Еріком Черкасовим).[3]
  - Інститут монокристалів (1954);
  - художні майстерні (1955);
  - закритий плавальний басейн «Спартак» (1967—1968, вулиця Клочківська № 43/47, нині — «Акварена»).[4]

Будував також у Волгограді та інших містах.

## Містобудівні проєкти
Проєкт забудови зони «Б» житлового масиву Селекційної станції — на підень від вулиці Танкопія (1950-ті, у співавторстві з Г. Б. Кесслером, Юрієм Плаксієвом).